# Unhallowed
| Recensione | Giudizio |
| ---------- | -------- |
| AllMusic   |          |

Unhallowed è l'album d'esordio del gruppo musicale statunitense The Black Dahlia Murder, pubblicato nel 2003.

## Tracce
Testi e musiche di Trevor Strnad.
1. Unhallowed – 1:59
2. Funeral Thirst – 3:55
3. Elder Misanthropy – 2:34
4. Contagion – 3:22
5. When the Last Grave Has Emptied – 3:11
6. Thy Horror Cosmic – 2:55
7. The Blackest Incarnation – 4:43
8. Hymn for the Wretched – 4:18
9. Closed Casket Requiem – 4:25
10. Apex – 5:05

## Formazione
Cast artistico
- Trevor Strnad - voce
- David Lock - basso
- Cory Grady - batteria
- Brian Eschbach - chitarra ritmica
- John Kempainen - chitarra solista

Cast tecnico
- Ryan "Bart" Williams - ingegneria del suono
- Jason Clifton - masterizzazione
- Mike Hasty - produzione, ingegneria del suono